# توما المارقي
توما المارقي, (بالسريانية: ܬܐܘܡܐ ܒܪ ܝܥܩܘܒ) كان أسقفًا سريانيًا شرقيًا ومؤلفًا لتاريخ رهباني مهم باللغة السريانية، ازدهر في القرن التاسع الميلادي، وعاش في العصر الذهبي للإسلام. وُلِد في أوائل القرن العشرين في منطقة صلخ شمال شرقي الموصل. في شبابه أصبح راهبًا في دير بيت أبحي [الإنجليزية] ، الذي كان يقع عند ملتقى نهر الزاب الكبير مع أحد روافده، على بعد حوالي 25 ميلاً شرق الموصل. وبعد بضع سنوات، كان يعمل سكرتيرًا لإبراهيم، الذي كان رئيس دير بيت أبحي [الإنجليزية]، وكان بطريركًا لكنيسة المشرق من عام 837 إلى عام 850. 
في وقت ما خلال هذه السنوات الثلاث عشرة، رقى إبراهيم توما ليكون أسقفًا أبرشية مارقة [الإنجليزية] في نفس المنطقة التي كانت بها دير بيت أبحي [الإنجليزية]، وبعد ذلك أصبح مطرانًا لبيت باجرمي ، وهي منطقة أبعد إلى الجنوب الشرقي في الجبال التي تحد حوض دجلة. خلال فترة حياته في دير بيت أبحي [الإنجليزية] وأسقفيتها، ألّف كتاب الحكام ، والذي يعد في الأساس تاريخًا لديره الخاص، ولكنه يتضمن حياة رجال الدين المسيحيين الآشوريين في أجزاء أخرى من بلاد ما بين النهرين والمناطق الواقعة شرقي دجلة، في فترة العصر الذهبي للإسلام. من المحتمل أن يكون العمل قد خُطِّط له على غرار كتاب فردوس بلاديوس الشهير، وهو تاريخ الرهبنة المصرية الذي أصبح معروفًا جيدًا للمسيحيين الناطقين باللغة السريانية في نسخة عنان عيش (القرن السادس). 
حُرِّر كتاب الحكام بترجمة إنجليزية ومقدمة غزيرة على يد إي دبليو بودج (بالإنجليزية: E. W. Budge)، في (مجلدين، لندن، 1893؛ كتب جوجل)، وقد ادَّعى لأسباب تسويقية: «إن الكتاب يحتل مكانة فريدة في الأدب السرياني، ويستحق تمامًا التبجيل الذي أُعطيَ ولا يزال يحظى به من جميع فئات الآشوريين الذين عرفهم». وهو يقدم تاريخًا مفصلًا للدير العظيم المسمى دير بيت أبحي [الإنجليزية] خلال ثلاثة قرون من وجوده حتى زمن المؤلف. وهو مليء بالقصص المثيرة للاهتمام عن رجال قديسين، تُروى بروح ساذجة وصريحة، ويلقي الكثير من الضوء على تاريخ المسيحية في الأراضي الفارسية. هناك طبعة لاحقة بقلم بي. بدجان (بالإنجليزية: P. Bedjan) في (باريس ، 1901). 